# شكل الأرض

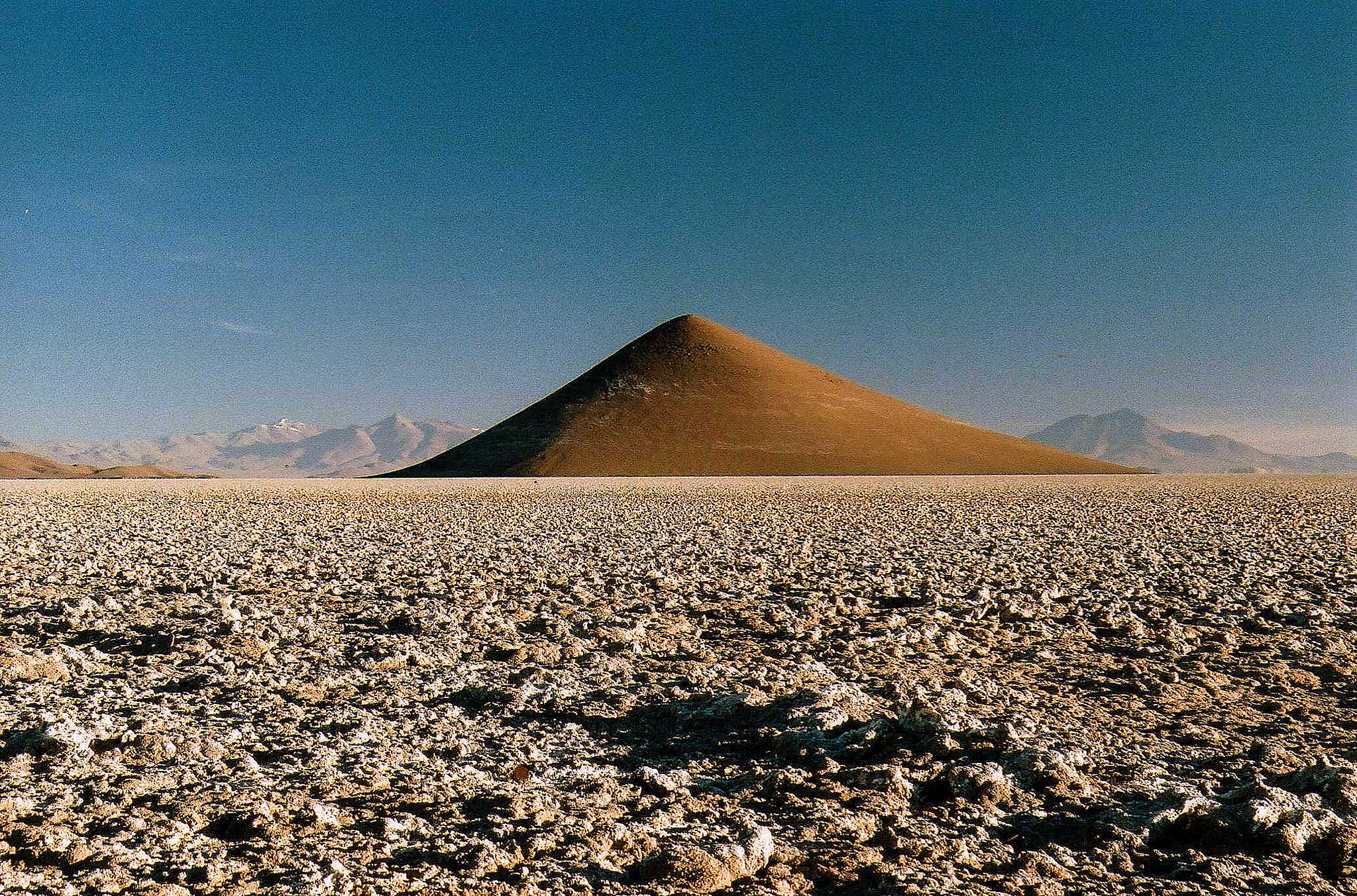
هضبة في منطقة في الأرجنتين تحدد معالم وشكل الأرض في المنطقة المحيطة.

يعرف تضريس الأرض أو شكل السطح أو شكل الأرض (بالإنجليزية: Landform)‏ على أنه أي معلم طبيعي للأرض له شكل مميز، بما في ذلك الأشكال الرئسية، مثل السهول والجبال والأشكال الثانوية مثل التلال والوديان.
إن مجموع أشكال الأرض في منطقة يمثل من ناحية طوبوغرافية تضاريس تلك المنطقة.

## الخصائص
يتم تصنيف الأشكال الأرضية حسب الخصائص الفيزيائية المميزة مثل الارتفاع ، والمنحدر ، والاتجاه ، والتقسيم الطبقي ، والتعرض للصخور ، ونوع التربة. تشمل الميزات المادية الإجمالية أو التضاريس عناصر بديهية مثل السواتر ، والتلال ، والتلال ، والتلال ، والمنحدرات ، والوديان ، والأنهار ، وأشباه الجزر ، والبراكين ، والعديد من العناصر الهيكلية الأخرى ذات الحجم (مثل البرك مقابل البحيرات ، والتلال مقابل الجبال). أنواع مختلفة من المسطحات المائية الداخلية والمحيطية والسمات تحت السطحية. الجبال والتلال والهضاب والسهول هي الأنواع الأربعة الرئيسية للتضاريس. تشمل التضاريس الصغرى التلال والأودية والوديان والأحواض. يمكن أن تؤدي حركة الصفائح التكتونية تحت الأرض إلى تكوين تضاريس عن طريق دفع الجبال والتلال.

## اقرأ أيضاً
- صورة الأرض
- مورفولوجيا الأرض
- تضاريس